# Sant'Allucio
Sant'Allucio è una frazione del comune italiano di Uzzano, nella provincia di Pistoia, in Toscana.
Si affaccia sulla strada regionale 435 Lucchese, al confine con il comune di Pescia.

## Storia
L'area era anticamente indicata con il toponimo di Campugliano (campus oleanus; campo degli olivi). A Campugliano, Allucio di Omodeo, santo locale, fondò uno xenodochio per l'accoglienza ai viandanti della vicina strada tra Firenze e Lucca, l'antica via Cassia Clodia o Cassia minor. Presso l'ospedale Allucio edificò inoltre una chiesa, intitolata ai santi Luca ed Ercolano. Della chiesa e dell'ospizio di Campugliano, peraltro già ridotti a casa colonica con annessi agricoli al momento della loro soppressione (1791), oggi rimangono pochi ruderi; nel 1944, infatti, un massiccio bombardamento della contraerea tedesca rase al suolo l'intero complesso.

## Il Botteghino
Nei secoli, a seguito dello sviluppo della vicina Pescia, la viabilità Firenze-Lucca si spostò a nord del vecchio tracciato; sorsero nuovi insediamenti, tra cui quello del Botteghino.
Al centro della borgata è il settecentesco oratorio di Santa Maria dei Dolori, di proprietà della famiglia Bonazzi. All'interno dell'edificio è sepolto il pittore pesciatino Innocenzo Ansaldi. In direzione di Pescia si trova l'oratorio di Sant'Erasmo, posto a cavalcioni del rio Furicaia, che fu edificato nel 1661 dalla nobile famiglia pesciatina degli Orlandi. Presso l'oratorio ebbe sede la prima stamperia del contado pesciatino.
Attorno al Botteghino, furono costruite ville di campagna, ad opera delle famiglie nobili pesciatine, che cercavano un buen retiro per il periodo estivo: tra queste si citano:
- la villa settecentesca del Riposo, edificata dalla famiglia Vanni, poi passata alla nobile famiglia Forti, nella cui cappella è sepolto il celebre giureconsulto Francesco Forti, e quindi passata alla famiglia Gambarini, poi ai Marini;
- la villa Falconcini, costruita sempre nel '700 dal preposto di Pescia, monsignor Benedetto Falconcini;
- l'ottocentesca villa Di Grazia-Gambarini;
- la villa del Vescovo, edificata nel 1761 dal vescovo di Pescia monsignor Donato Maria Arcangioli.

Nel 1934, in occasione dell'850º anniversario della morte di sant'Allucio di Campugliano, il comune di Uzzano, su suggerimento del vescovo di Pescia Angelo Simonetti, cambiò il nome della frazione da Botteghino in Sant'Allucio.

## Le scuole
Nella frazione, ha sede la Scuola secondaria di primo grado di Uzzano.

## Economia

### Artigianato
Per quanto riguarda l'artigianato, è stata attiva e diffusa la lavorazione del rame finalizzata alla produzione di oggetti sia domestici sia artistici fino agli anni '90.

## Sport
Nella frazione, si è tenuta dal 1948 al 1984 la "Coppa Caduti di S. Allucio", gara di ciclismo dilettantistico dedicata ai caduti nella Seconda guerra mondiale del luogo, che ha avuto tra i vincitori il futuro campione Francesco Moser.